# Francesc Eiximenis
Francesc Eiximenis (Gerona?, circa 1330 – Perpignan, april 1409) was een franciscaanse monnik en schrijver aan het hof van de Kroon van Aragon in de 14e eeuw. Hij is waarschijnlijk de meest gelezen, gekopieerde, uitgegeven en vertaalde middeleeuwse Catalaanse auteur. Zijn werken hadden een grote invloed op de ontwikkeling van het Catalaans als literaire taal en zijn politieke, filosofische en theologische gedachten hadden veel weerklank, onder meer op de vorsten van Aragon Peter IV, Jan I, Maarten I, Maria de Luna en op de tegenpaus Benedictus XIII.

## Leven

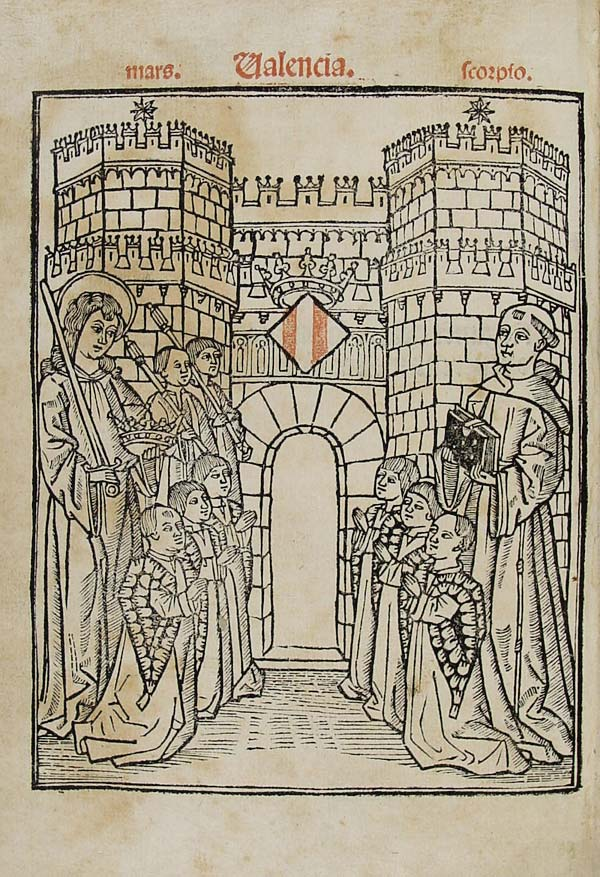
Voorpagina van een wiegedruk van zijn werk Regiment de la Cosa Pública. Rechts zien we Eiximenis die zijn boek aan de schepenen van Valencia overhandigd. Links zien we de beschermengel van de stad en het koninkrijk Valencia. De zes schepenen knielen voor de voormalige gotische stadspoort van Els Serrans.

Francesc Eiximenis werd omstreeks 1330 mogelijkerwijze in Girona geboren. Al vrij jong was hij bij de franciscanen ingetreden en begonnen studeren aan de kloosterscholen her en der in Catalonië. Daarna vertrok hij naar de universiteiten van Oxford en Parijs. Hij werd zeer beïnvloed door de Britse auteurs in het algemeen en door de Engelse franciscanen zoals onder meer Robert Grosseteste, Jan van Wales, Richard Kilvington, Alexander van Hales, Richard von Mediavilla, Thomas Bradwardine, Willem van Ockham en Johannes Duns Scotus in het bijzonder.
In 1371 wilde men hem tot professor benoemen aan de universiteit van Lleida maar dat lukte niet omdat hij nog geen doctoraat in de theologie had. Hij behaalde die titel pas in 1374 in Toulouse, met financiële steun van koning Peter IV. Na zijn doctoraat trok hij terug naar Catalonië, onderhield goede relaties met het hof van Aragón en met de heersende klassen in Barcelona en Valencia. Zijn meeste werken heeft hij tussen 1382 en 1408 in die laatste stad geschreven. Hij was al die tijd adviseur van de stadsraad.
Naast zijn literaire werkzaamheden was hij op vele vlakken actief. Toen de stad in 1391 een moeilijke periode doormaakte organiseerde hij een soort leger van het gebed in kloosters in en om Valencia. In 1392 kreeg hij met enkele anderen de opdracht de Joodse boeken die tijdens de pogrom van 1391 gestolen waren na te zien. In 1397 werd hij lid van een commissie die koning Maarten I bij het Westers Schisma adviseerde. In 1397 en 1398 nam hij deel aan de voorbereiding van twee valenciaans-majorcaanse kruistochten tegen Moorse piraten. In 1399 was hij voorzitter van de commissie voor het verenigen van het Valenciaanse schoolsysteem. Zijn voorstel werd door de stadsraad verworpen. Van 1404 tot 1408 wijdde hij zich aan de stichting en de uitbouw van de franciscanenklooster van de Heilige Geest in Gilet, bij Sagunt, onder de bescherming van koningin Maria de Luna. In 1408 nam hij deel aan het Concilie van Perpignan, waar hij door Benedict XIII tot eerste patriarch van Jerusalem en apostolisch bestuurder van het bisdom Elna, het latere bisdom Perpinyà benoemd werd.
Hij overleed in Perpignan in april 1409.
In 1972 werd in Barcelona het studiecentrum Centre d'Estudis Francesc Eiximenis door een groep katholieke intellectuelen uit de bewegingen Pax Romana opgericht.

## Belangrijkste werken

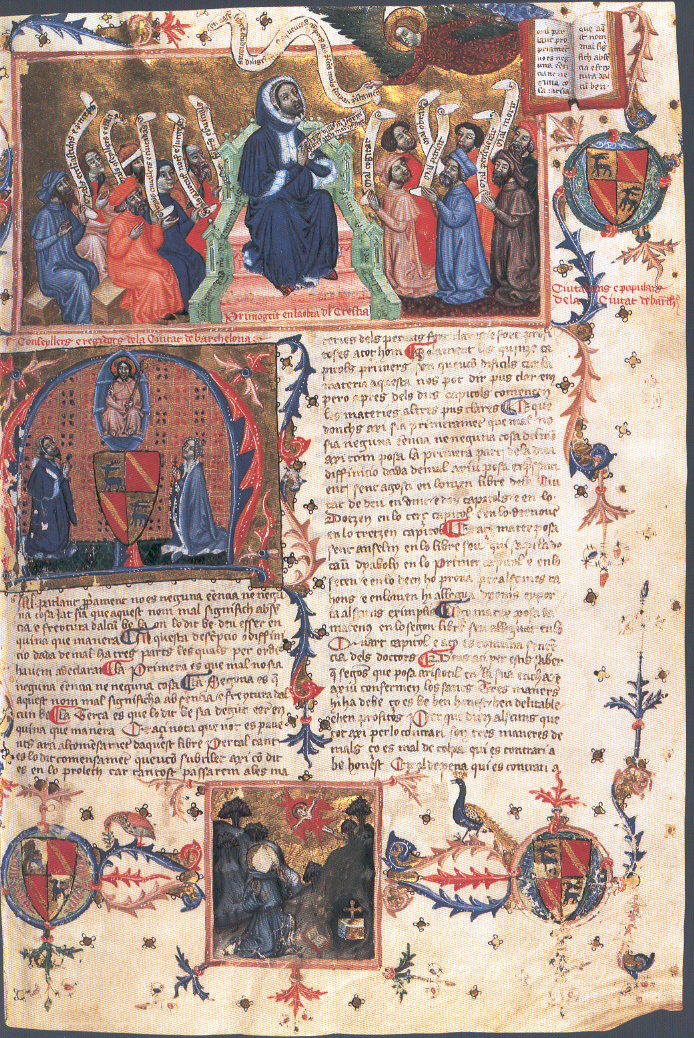
Voorpagina van de Terç del Crestià naar het manuscript uit 1792 uit de Bibliotheek van Madrid

Eiximenis' werken hadden een grote invloed in zijn tijd. Dat tonen alleen de meer dan 200 handgeschreven kopieën die nu nog bestaan. Ook Psaltiri devotíssim, een beknopte Catalaanse versie met 100 van de 344 gebeden uit het Psalterium waarvan de wiegedruk op 2000 exemplaren gedrukt werd, de hoogste oplage ooit van een incunabel in Catalonië.
Diverse van zijn werken werden ook vertaald in het Castiliaans, het latijn, het Frans. Zijn traktaat over de engelen werd ook in het Nederlands vertaald, waarschijnlijk het enige middeleeuwse Catalaanse werk dat ooit in het Nederlands werd vertaald. De Franse versie van het Llibre dels Àngels was het allereerste boek dat ooit in Genève gedrukt werd, en de Castiliaanse versie van de Vida de Jescucrist het eerste gedrukte boek uit Granada, net na de reconquista.
in het Catalaans
- Tractat d'usura. Een klein traktaat over de woeker volgens het canoniek recht
- Lo Crestià een soort Summa Theologica in de volkstaal. Oorspronkelijk waren er 13 boeken gepland, maar er zijn er maar vier verschenen:
  - Primer del Crestià. De grondbeginselen van het christendom. De Openbare Bibliotheek Tarragona bewaart een zeldzame wiegedruk van dit werk.
  - Segon del Crestià. Over de bekoring.
  - Terç del Crestià. Over de diverse categorieën van de zonde en de remedies, met een hoofdstuk over goed eten en drinken met veel informatie over de gastronomie uit die tijd.
  - Dotzè del Crestià. Enciclopedisch werk over bestuur en politiek in het algemeen.
- Regiment de la cosa pública (Het openbaar bestuur) een geschenk aan de zes schepenen van de stadsraad van València, als hij in 1383 het stadsburgerschap verkregen heeft met raad over het goede openbare bestuur.[6]
- Llibre dels àngels (Boek der engelen), een traktaat over angelologie, met vele politieke overwegingen, opgedragen aan de Valenciaanse ridder Pere d'Artés.
- Llibre de les dones. (Boek der vrouwen) Oorspronkelijk een opvoedkundig handboek voor vrouwen, terwijl vier vijfden de katholieke theologie en de moraal behandelen, opgedragen aan de gravin van Prades, Sanxa Ximenes d'Arenós.
- Vida de Jesucrist (Leven van Jezus Christus): Een biografie met theologische overwegingen dat veel invloed had op de Meditationes Vitae Christi van Pseudo-bonaventura.[7] Eveneens opgedragen aan Pere d'Artés.
- Scala Dei of Tractat de contemplació (De trap Gods of Traktaat van de Contemplatie), over moraal en theologie, opgedragen aan Maria de Luna.

in het Latijn
- De Triplici Statu Mundi (Over de drie staten van de wereld). Een klein eschatologisch traktaat, waarvan het evenwel niet geheel zeker is dat Eiximenis de auteur is.
- Allegationes Een theocratische visie van Eiximenis omtrent het conflict tussen kerk en staat in València.
- Summa Theologica Slechts een klein fragment is bewaard gebleven.
- Ars Praedicandi Populo (De kunst des prediken aan het volk)
- Pastorale (Pastoral). Traktaat met raad voor proosten en bisschoppen, geïnspireerd op het klassieke Pastorale van de consells per a preveres i bisbes, seguint el clàssic Pastorale de Gregorius de Grote.
- Psalterium alias Laudatorium Papae Benedicto XIII dedicatum (Psalterium oft lofzangboek van paus Benedictus XIII). Een verzameling met 344 gebeden.

Digitale uitgaven
- Obres completes de Francesc Eiximenis, Antiblavers, 2004-2011 (Verzameld werk in het Latijn en het Catalaans)
- In de Catalaanse Wikipedia (onder het lemma Francesc Eiximenis) bevindt zich een uitgebreide lijst met digitaal gepubliceerde exemplaren van zijn werken, studies en secundaire biografie.

- Bibsys: 90331426
- Biblioteca Nacional de España: XX876219
- Bibliothèque nationale de France: cb12018751d (data)
- Catàleg d'autoritats de noms i títols de Catalunya: 981058511756006706
- Gemeinsame Normdatei: 118978101
- International Standard Name Identifier: 0000 0001 2142 5911
- Library of Congress Control Number: n82029230
- Nationale Bibliotheek van Israël: 987007583665705171
- Nederlandse Thesaurus van Auteursnamen: 070744777
- Istituto Centrale per il Catalogo Unico: CFIV030639
- SNAC: w6cg10pd
- Système universitaire de documentation: 028329597
- Virtual International Authority File: 87739349
- WorldCat: E39PBJtGXchwdr4ChDXmy7B773